# Callevopsis striata
Callevopsis striata är en spindelart som beskrevs av Albert Tullgren 1902. Callevopsis striata ingår i släktet Callevopsis och familjen mörkerspindlar. Inga underarter finns listade.